# Station Gillingham (Dorset)
Gillingham (Dorset) is een spoorwegstation van National Rail in Gillingham, North Dorset in Engeland. Het station is eigendom van Network Rail en wordt beheerd door South Western Railway. 